# Oleguer Huguet Ferré
Oleguer Huguet Ferré (Vilaplana, 1914 - Reus, 1996) va ser un escriptor i poeta català.
El poeta i escriptor reusenc Xavier Amorós, en fa una breu nota biogràfica: va néixer a Vilaplana però amb 15 anys va marxar a Reus per treballar d'administratiu en una bodega de vins. Mentre estava fent el servei militar al Marroc espanyol, va esclatar la guerra civil, i va estar tot el conflicte fent tasques d'oficina. No va dedicar-se a escriure fins al 1952 quan va aparèixer el Setmanari Reus una publicació local d'ideologia conservadora, en el que va fer diverses col·laboracions en vers i en prosa. Va publicar també a la Revista del Centre de Lectura, a Urbs, una publicació fundada i dirigida per Josep Maria Guix Sugranyes, i al Diario Español (després Diari de Tarragona). Es va presentar amb èxit a alguns certàmens i va guanyar el Premi Ciutat de Barcelona el 1961, i el premi Ciutat de Palma el 1971; el 1973 va guanyar la Flor Natural en els Jocs Florals de Barcelona i va repetir el 1975, i el 1976 va guanyar la Viola als mateixos jocs i fou reconegut Mestre en Gai Saber.
Va publicar diversos llibres de poesia i la seva obra figura en algunes antologies, com ara a l'Antologia de la poesia reusenca, una col·lecció que sortia anualment, dirigida pel doctor Bonaventura Vallespinosa i que recollia als poetes de la comarca. Magí Sunyer indica que la seva obra parla de la terra i de la religió. En els seus primers poemaris, Càntir de vidre (1954) i Ales d'argila (1961), alternen o conviuen la poesia devota i la que canta els elements rurals. Després publica Amb l'arrel enlaire (1975), on introdueix una certa temàtica social amb una ironia desencisada, i parla de la discriminació social, el turisme, l'emigració a ciutat dels pagesos, la contaminació... Finalment, amb Figures amb arbre (1978) busca més aviat els temes bíblics, teològics humans i socials.
La ciutat de Reus li ha dedicat un carrer.